# Mănăstirea Piatra Fântânele
Mănăstirea Piatra Fântânele este o mănăstire din România situată în comuna Piatra Fântânele, județul Bistrița-Năsăud.
Mănăstirea este situată în Pasul Tihuța, locul în care Consiliul Județean Bistrița-Năsăud a înălțat în 2010 o cruce de 31 de metri, cea mai înaltă din țară, pentru care s-au cheltuit aproximativ 300.000 euro.
Crucea are o înălțime de 31 de metri, dintre care 25 metri structura metalică și șase metri platforma de beton.
Ea este vizibilă și pe timpul nopții, datorită sistemului de iluminat cu leduri.

## Galerie foto

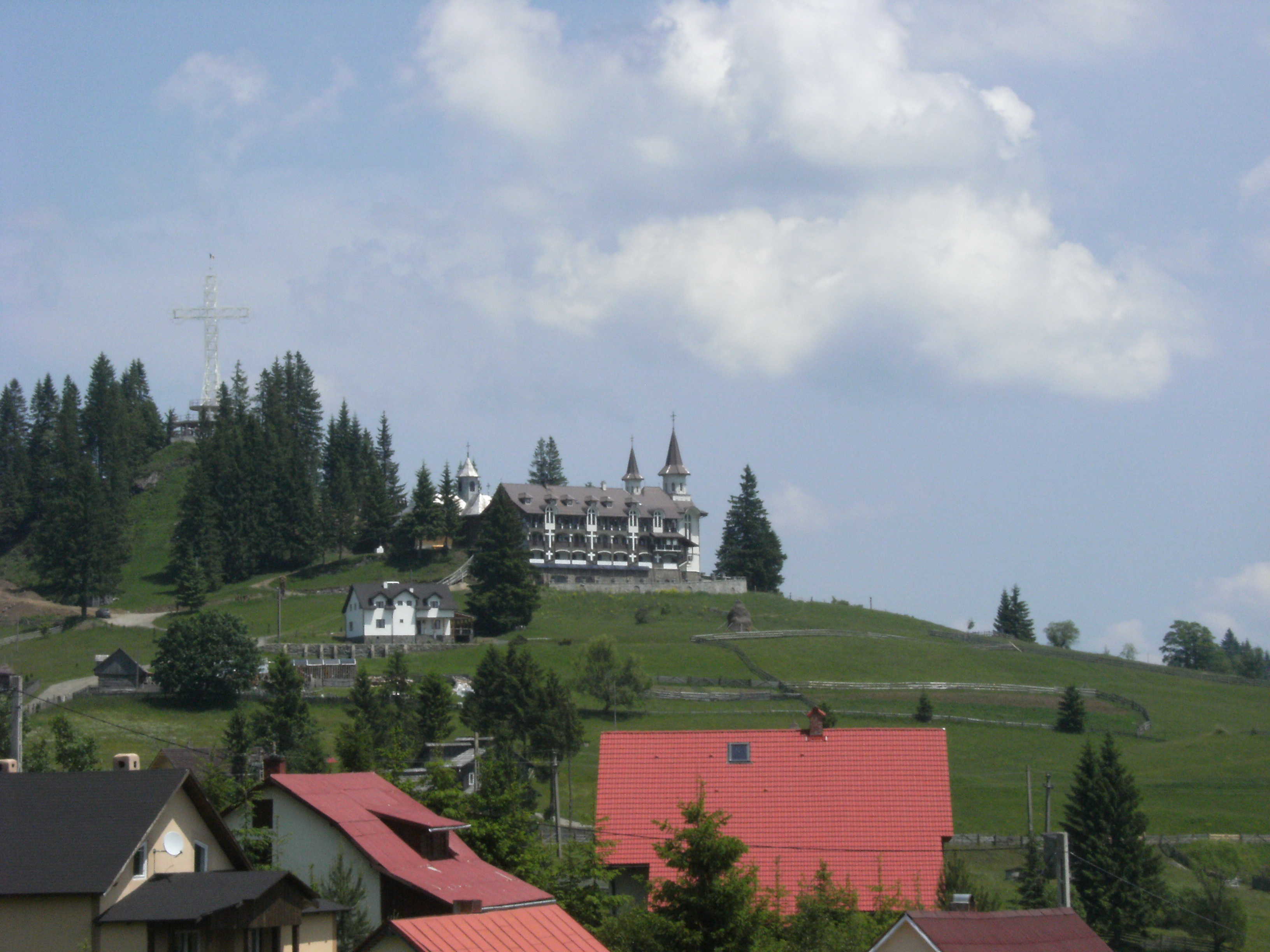
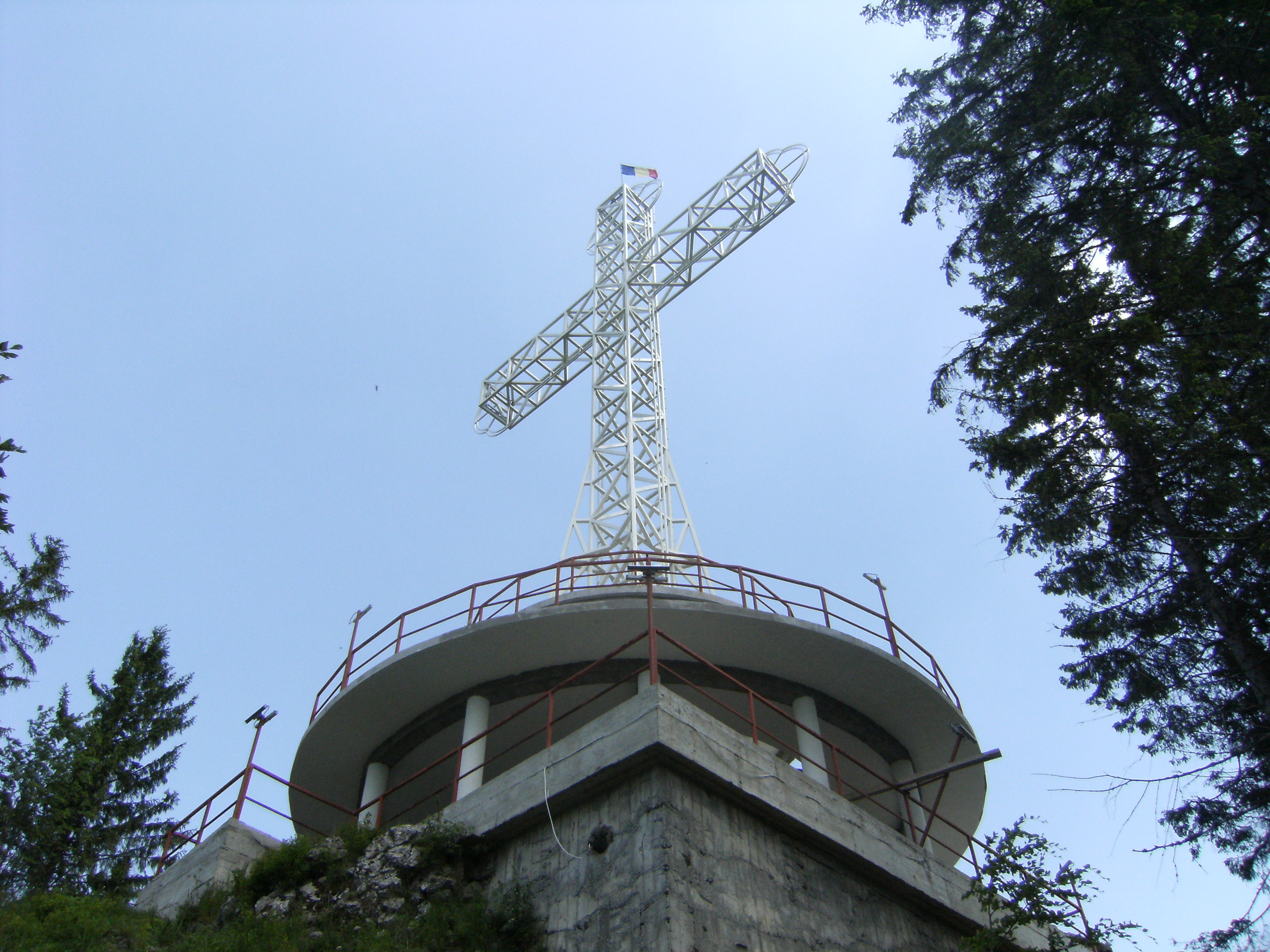
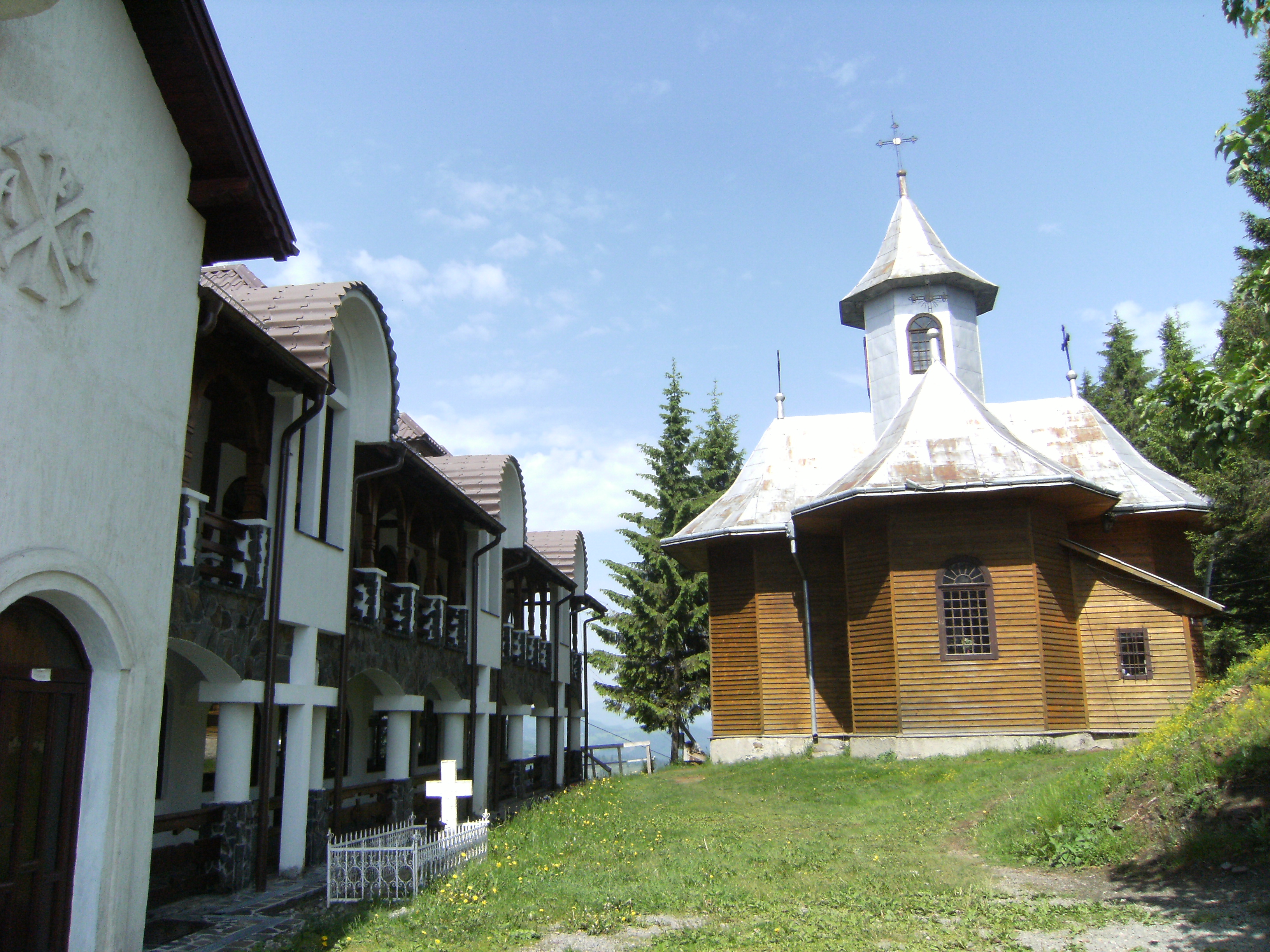
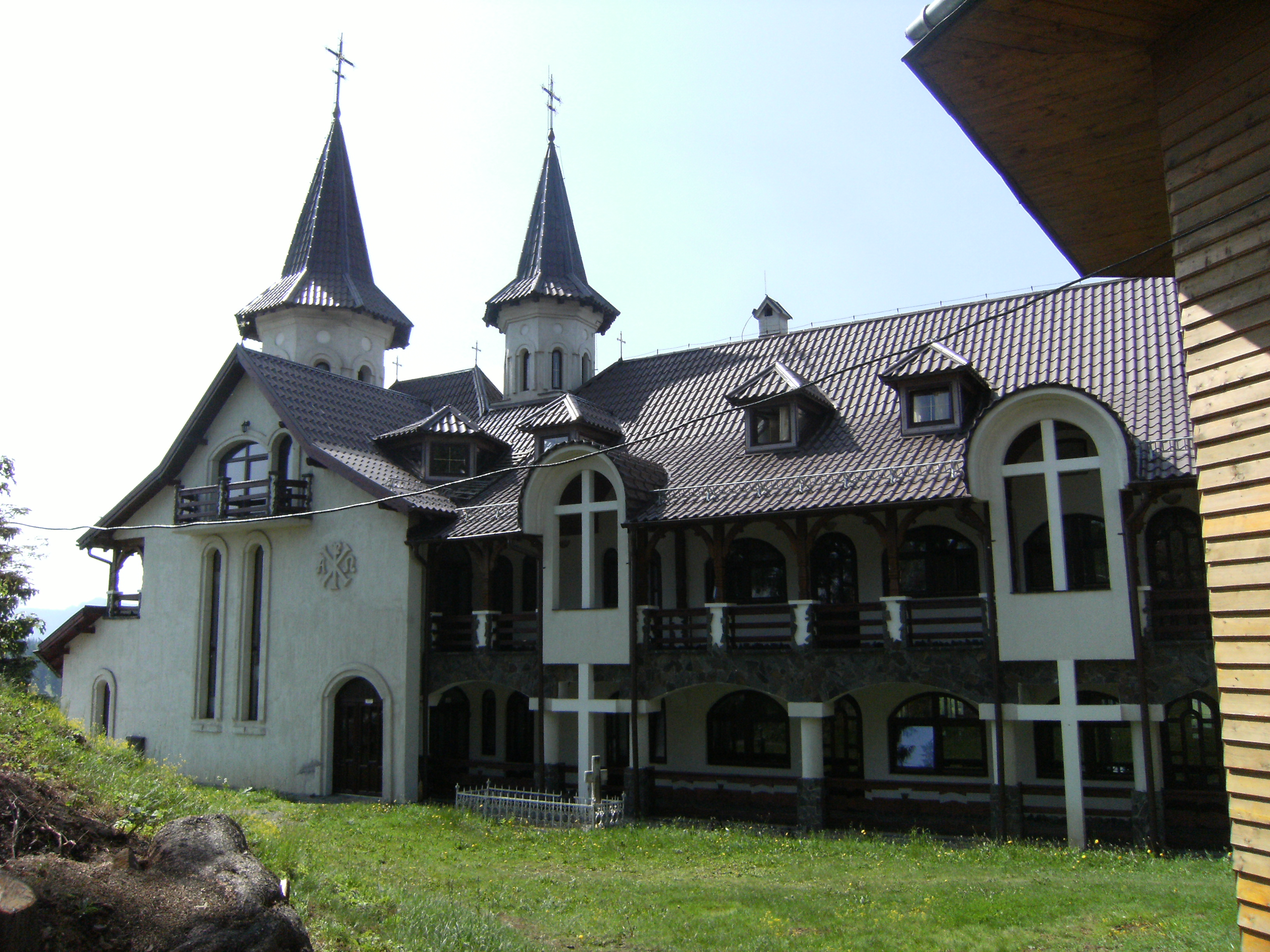
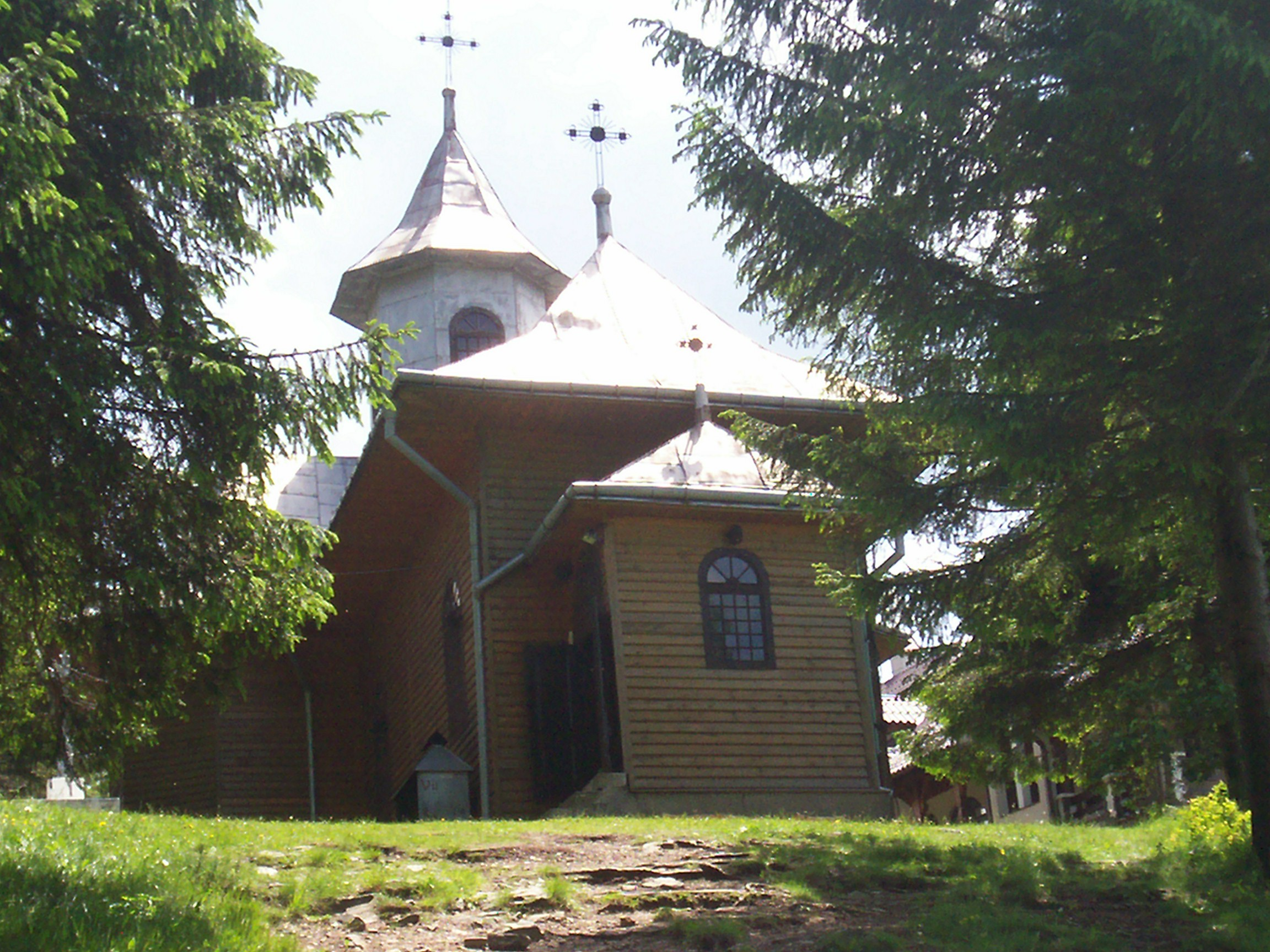
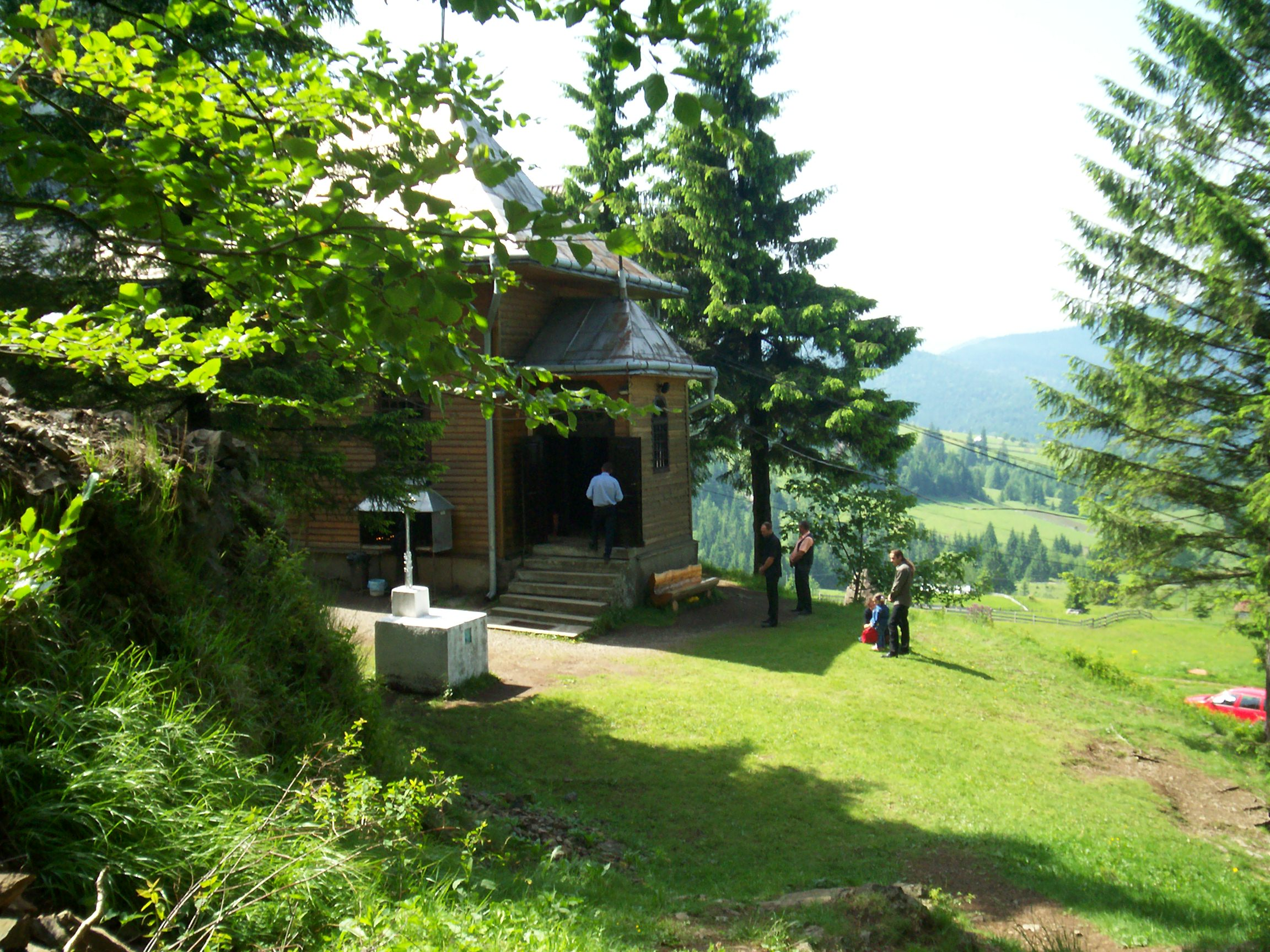